# 1397
1397 (MCCCXCVII) je bilo navadno leto, ki se je po julijanskem koledarju začelo na ponedeljek.

## Dogodki
- ustanovljena Kalmarska zveza (razpuščena 1523)

## Rojstva
Neznan datum
- Hadži I. Geraj, ustanovitelj in prvi kan Krimskega kanata († 1466)
- Noami, japonski slikar († 1471)

## Smrti
- 11. januar - Skirgaila, litvanski plemič, regent (* 1354)
- 18. februar - Enguerrand VII. de Coucy, francoski plemič, baron de Coucyja, zet angleškega kralja Edvarda III. (* 1340)
- 3. junij - William de Montacute, angleški vojskovodja, 2. grof Salisbury, kralj otoka Man (* 1328)
- 16. junij - Filip Artoiški, francoski plemič, grof Euja[1] (* 1358)
- 2. september - Francesco Landini, italijanski (florentinski) skladatelj, organist, orglár (* 1325)
- 9. september - Thomas Woodstok, angleški plemič, 1. vojvoda Gloucester (* 1355)
- 21. september - Richard FitzAlan, angleški plemič, 11. grof Arundel (* 1346)

Neznan datum
- Vlad I. Uzurpator, vlaški knez (* ni znano)